# Gesso

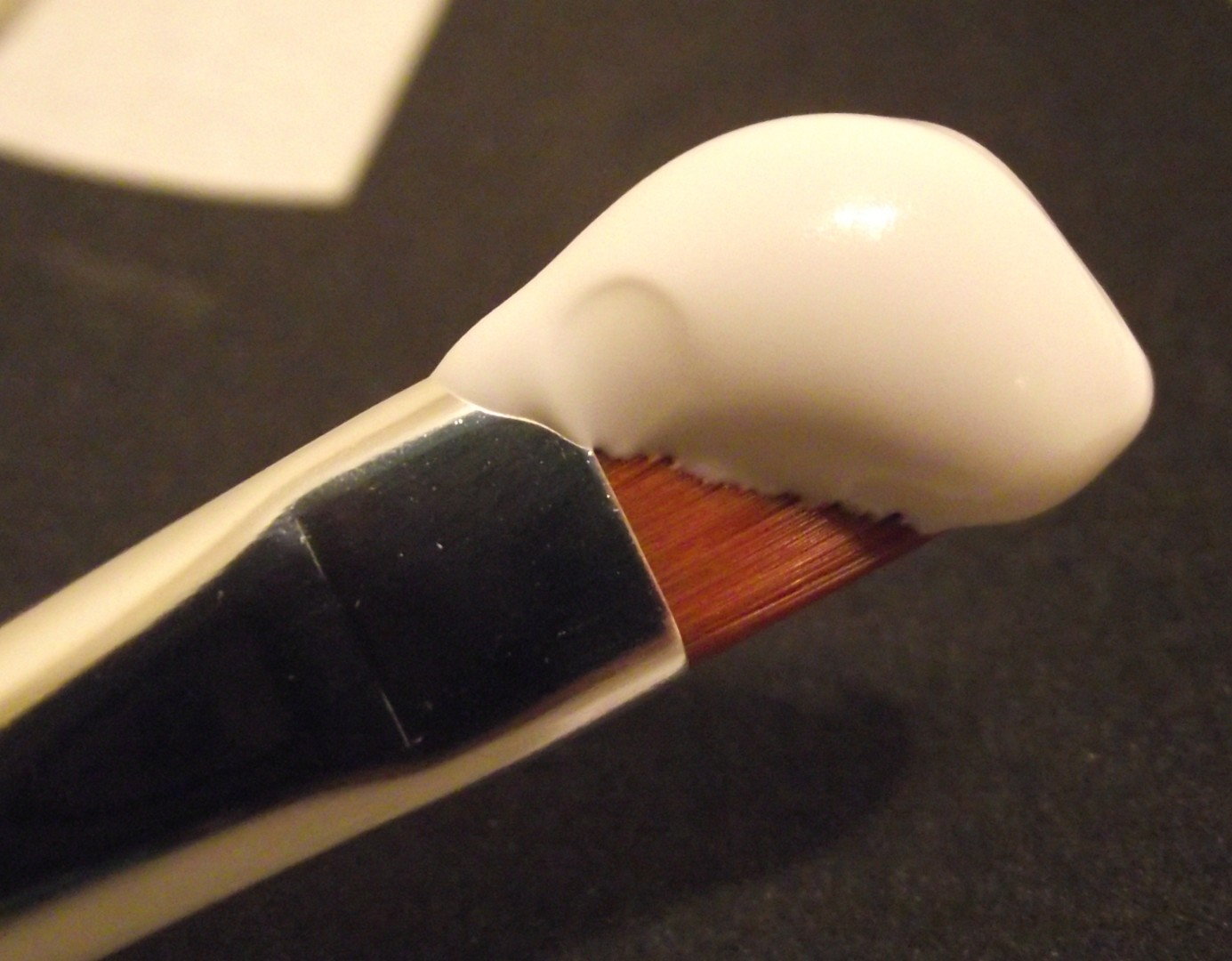
Akrylgesso på en pensel.

Gesso (av det italienska ordet för gips och krita) används inom målarkonst för grundering av underlaget, så att ytan blir slät, lagom absorberande och ger bra grepp för färgen. Vid målning med oljefärger på målarduk bidrar den till att skydda dukens fibrer från den sura miljön hos torkande oljor.
Gesso kan också användas för ytbehandling av trähantverk, även modellering av reliefer, eller som grund för förgyllning.

## Traditionell, limbaserad gesso
Den traditionella gesson består av antingen gips eller krita i ett bindemedel av lim blandat med vatten och eventuellt pigment, där limmet vanligtvis är hudlim från kanin eller något annat djur.
Användningen av gesso som målningsgrund utvecklades för hårda underlag som träpannåer. Vanligt var att börja med en grovkornig gesso, "gesso grosso", följd av ett antal lager finare gesso, "gesso sottile". För flexibla underlag, som målarduk, är dock denna typ av gesso alltför skör och riskerar att spricka efter ett tag.
Den limbaserade gesson kan även användas i hantverk för kredering, det vill säga för utjämning och förberedelse av ytor inför målning eller som grund vid förgyllning. Gesso har också använts för pastiglia, uppbyggda dekorativa strukturer eller reliefer på till exempel ramar och möbler.

## Oljegrund
Då den traditionella gesson lätt spricker vid användning på flexibla underlag, är det en fördel att inför oljemålning på duk istället använda en oljegrund där bindemedlet är en olja istället för lim. Denna oljegrund kallas ofta också för gesso, eller oljegesso. Det går också att använda akrylgesso som grund för oljemålning, förutsatt att hudlim inte strukits på först.
Innan man lägger på oljegrunden/gesson bör duken isoleras, eller förseglas, med ett särskilt lim, som bland annat kan vara gjort på polyvinylacetat (PVA) eller ett akrylbindemedel. Det traditionella materialet är hudlim, men på duk bör det bara användas om denna har ett fast underlag, eftersom limmet krymper och sväller med temperatur och fuktighet och därmed lätt orsakar sprickor i målningen.

## Akrylgesso
Akrylgesso har blivit den vanligaste typen, och den används inte bara för akrylmålning, utan även för oljemålning. När man köper en redan grunderad målarduk som anges vara "allroundpreparerad för olje- eller akrylmålning", är det ofta akrylgesso som använts.
Bindemedlet är, som i vanliga akrylfärger, en akrylharts i vattendispersion, i typiska fall kombinerat med krita (kalciumkarbonat) och titanvitt, ett vitt, mycket opakt pigment. Det finns även till exempel grå och svart, även ofärgad, gesso att köpa. Man kan själv också tillsätta lämplig färg för önskad kulör.
Även med akrylgesso är det bra att först försegla dukens fibrer med ett lämpligt akrylbaserat preparat, för att undvika missfärgningar orsakade av underlaget, av eventuella kemikalier från tillverkningsprocessen som finns kvar i duken. Som sagt, ska hudlim inte användas här, eftersom det ger otillräckligt fäste för akrylbaserad gesso.